# Virgilio Germán Roig
Virgilio Germán Roig (Mendoza, Argentina, 27 de julio de 1930 - Mendoza, Argentina, 9 de diciembre de 2022) fue un biólogo argentino especializado en mastozoología. Su principal actividad científica estuvo centrada en el estudio de la ecología y fisiología de los mamíferos de las zonas áridas y semiáridas de Argentina.

## Biografía
Obtuvo el grado de ingeniero agrónomo por la Universidad Nacional de Cuyo en 1958, y la Maestría en Ciencias por la University of California Riverside (Estados Unidos), en 1966, bajo la dirección de Rodolfo Ruibal. En 1967 fue contratado como profesor de la Facultad de Ciencias Agrarias de la Universidad Nacional de Cuyo, donde trabajó como investigador del (actualmente extinto) Instituto de Biología Animal, realizando trabajos de herpetología junto a José Maria Cei. Posteriormente, ingresó a la Carrera del Investigador Científico del Consejo Nacional de Investigaciones Científicas y Técnicas (CONICET), donde llegó al cargo de Investigador Principal.
Sus trabajos sobre la fauna de Paramillos de Uspallata (Mendoza, Argentina), (1962, 1965, 1972) - en algunos casos conjuntamente con Cei (1973 a,b) - son pioneros para la zona.
En 1970 fundó lo que posteriormente sería el Instituto Argentino de Investigaciones de las Zonas Áridas (IADIZA), del cual fue director hasta 1976. Fue el principal promotor y ejecutor de la creación, entre 1973 y 1975, del Centro Regional de Investigaciones Científicas y Técnicas (CRICYT) Archivado el 7 de mayo de 2011 en Wayback Machine. de Mendoza (actual CCT - Mendoza), que nucleó todos los institutos de investigación del CONICET existentes en la Provincia de Mendoza.
Dejado cesante en 1976 por el gobierno militar del Proceso de Reorganización Nacional, pasó a trabajar como consultor del Programa de las Naciones Unidas para el Medio Ambiente (UNEP), hasta 1982. Con el retorno de la democracia en 1983, fue reincorporado a la Universidad de Cuyo y al CONICET, trabajando como jefe de la Unidad de Detección y Control de la Desertificación del IAZIDA. Después de su retiro, en 2006, fue designado Investigador Emérito del CCT - Mendoza.
En 1983 se unió como miembro a la Sociedad Argentina para el Estudio de los Mamíferos (SAREM),  creada por Osvaldo Reig, la  de la cual fue presidente de 1985 a 1986, y editor de la publicación asociada Mastozoología Neotropical de 1993 a 2000.
Desempeñó varios cargos en el Gobierno de la Provincia de Mendoza, entre los cuales se destacan el de director del Jardín Zoológico de 1958 a 1962 y de 1994 a 2005, Subsecretario de Agricultura y Ganadería en 1972, y Ministro de Economía de 1972 a 1973.

## Algunas publicaciones
- 1971. Aportes al inventario de los recursos naturales renovables de la provincia de Mendoza: La reserva forestal de Nacunan. Vol. 1 de Deserta : contribuciones del Instituto Argentino de Investigaciones de Zonas Áridas. Editor IADIZA, 239 pp.

- 1965. Observaciones sobre el comportamiento biológico de animales salvajes en cautiverio. Publicaciones del Museo Municipal de Ciencias Naturales de Mar del Plata. Editor Comisión Municipal de Cultura, 19 pp.

## Genealogía
Es hijo del pintor Fidel Roig Matons y padre del astrónomo Fernando Virgilio Roig.

## Especies animales
- Ctenomys roigi Contreras, 1988[1]

- Andalgalomys roigi Mares & Braun, 1996[2]

## Premios
Doctor Honoris Causa de la Honorable Legislatura de la Provincia de Mendoza, 2012.[cita requerida]
Aldo Leopold Conservation Award, por contribuciones significativas para la conservación de los mamíferos y su biodiversidad. American Society of Mammalogists, 2008.
Honorable Educador Iberoamericano, Consejo Iberoamericano en Honor a la Calidad Educativa, 2004.

## Abreviatura (zoología)
La abreviatura V.G. Roig  se emplea para indicar a Virgilio Germán Roig como autoridad en la descripción y taxonomía en zoología.

[cita requerida]

## Filmografía (como protagonista)
Walt and El Grupo (2008), documental escrito y dirigido por Theodore Thomas.